# Eisige Welten
Eisige Welten ist eine verkürzte, fünfteilige ZDF-Fassung der siebenteiligen Dokumentarfilmreihe (Originaltitel: Frozen Planet) von BBC, Discovery Channel und The Open University, welche ein umfassendes Porträt der Polarregionen der Erde darstellt. Im ZDF wurde die Serie am Jahreswechsel 2011 / 2012 ausgestrahlt. Auf DVD und Blu-ray Disc findet sich die ungekürzte Serie mit sieben Teilen.
Die BBC, die wegen falscher Nachrichten über die Geburt zweier wilder Eisbären beschuldigt wurde, gab zu, dass sie Material verwendet habe, das in einem Zoo gefilmt wurde.  Einer der beiden Welpen starb in dem Zoo, in dem er geboren wurde; der andere wurde zu einem anderen in Schottland geschickt.

## Episoden
| Folge | Episodentitel            | Erstausstrahlung  |
| ----- | ------------------------ | ----------------- |
| 1     | Von Pol zu Pol           | 18. Dezember 2011 |
| 2     | Aufbruch ins Leben       | 25. Dezember 2011 |
| 3     | Im Sog der Sonne         | 1. Januar 2012    |
| 4     | Wettlauf gegen die Kälte | 8. Januar 2012    |
| 5     | Im Bann der Polarnacht   | 15. Januar 2012   |

### Siebenteilige ungekürzte Serie auf DVD, Blu-ray Disc
Die Titel der Episoden sind:
- Die Pole der Erde
- Frühling
- Sommer
- Herbst
- Winter
- Am Ende der besiedelten Welt
- Auf dünnem Eis (thematisiert die globale Erwärmung)